# Косинское шоссе
Коси́нское шоссе́ — шоссе в Восточном административном округе города Москвы.

## История
Назван по бывшему посёлку Косино, присоединённому к Москве в 1985 году, название утверждено 12 апреля 2013 года.

## Расположение
Берёт начало от МКАД, проходя по Косинской эстакаде, заканчивается на пересечении с Красковской и Лухмановской улицами. Под эстакадой проходят Новоухтомское шоссе и Большая Косинская улица, также имеется одноуровневое светофорное пересечение с Салтыковской улицей. Продолжением шоссе является Проектируемый проезд № 598.

## Транспорт

### Метро
Станции метро —  Лермонтовский проспект,  Косино,  Улица Дмитриевского,  Лухмановская.

### Железнодорожный транспорт
Платформы Казанского и Рязанского направлений —  Косино и  Ухтомская.

### Автобус
- 417, 501, 787, 821: от МКАД до Салтыковской улицы.
- 613, 808: от Салтыковской улицы до Лухмановской/Красковской улицы.
- 841, 893: от МКАД до Проектируемого проезда № 598.
- 855, 872: от МКАД до Лухмановской/Красковской улицы.
- 885: от Салтыковской улицы до Проектируемого проезда № 598.